# Maraks

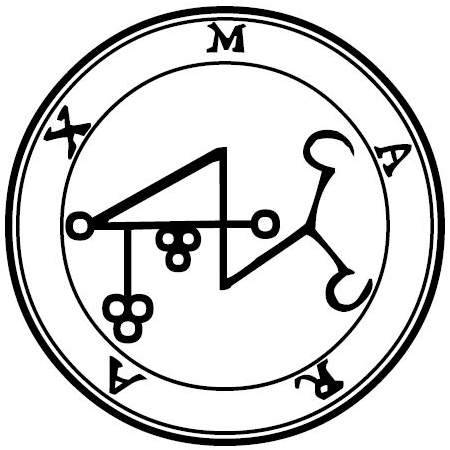
Pieczęć Maraksa według Goecji Crowleya i Mathersa.

Maraks – w tradycji okultystycznej, dwudziesty pierwszy duch Goecji. Znany jest również pod imionami Moraks, Morax, Marax, Fore oraz Foraii. Jest on wielkim hrabią, przywódcą i kapitanem różnych grup piekielnych, który rozporządza 30 legionami duchów. Uważany jest również za księcia miłych, mądrych i przyjaznych duszków.

## Wdemonologii
Naucza astronomii i wszystkich nauk wyzwolonych. Dzieli się wiedzą z zakresu ziół oraz kamieni szlachetnych. Dostarcza też dobrych duchów opiekuńczych.
Ukazuje się pod postacią olbrzymiego byka z ludzką twarzą.

## Wkulturze masowej
W grze Genshin Impact pojawia się jako bóg kontraktów i geo archon regionu Liyue, znany jest pod takimi imionami jak Rex Lapis czy Morax.